# Cannone da 75/46 modello 34

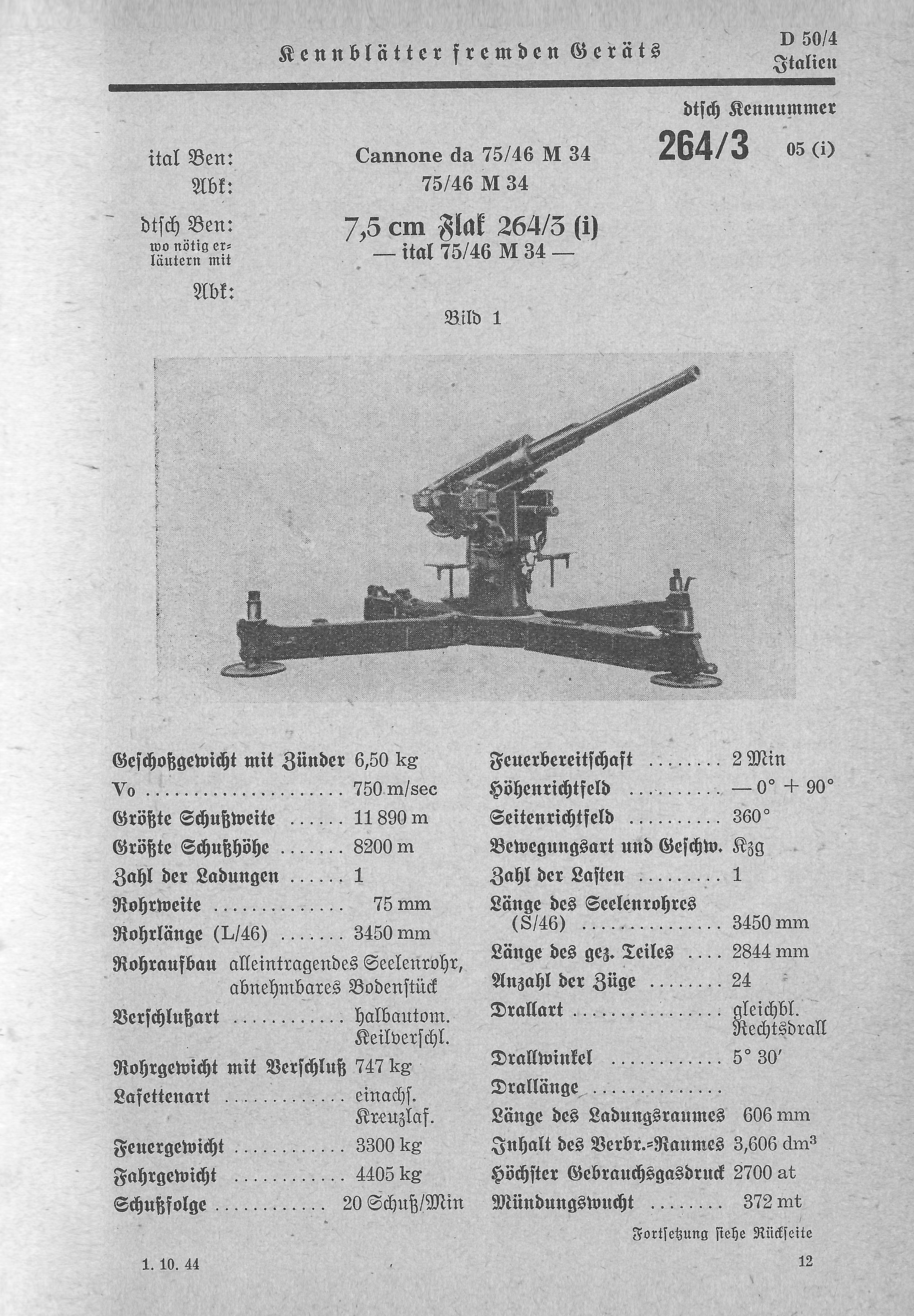
Datenblatt: 7,5 cm Flak 264/3 (i) Cannone da 75/46 M 34 aus der Dienstvorschrift Kennblättern fremden Geräts D 50/4

Die Cannone da 75/46 modello 34 war eine italienische Flugabwehrkanone im Zweiten Weltkrieg. Unter der Bezeichnung  7,5-cm-Flak 264/3 (i)  wurde sie von der Wehrmacht  als Beutewaffe  eingesetzt.

## Geschichte
Das Geschütz wurde 1934 eingeführt und war die Standardflugabwehrkanone im italienischen Heer. Dieses setzte es an der Ostfront, in Afrika und in Italien ein.
Das Geschütz hatte ein Marschgewicht von 4405 Kilogramm und konnte 6,5 Kilogramm schwere Sprenggranaten 8200 Meter hoch schießen.
Nachdem die italienische Armee im September 1943 entwaffnet worden war (Fall Achse), setzte die Wehrmacht sie unter der Bezeichnung 7,5-cm-Flak 264/3 (i) (i für italienisch) ein.

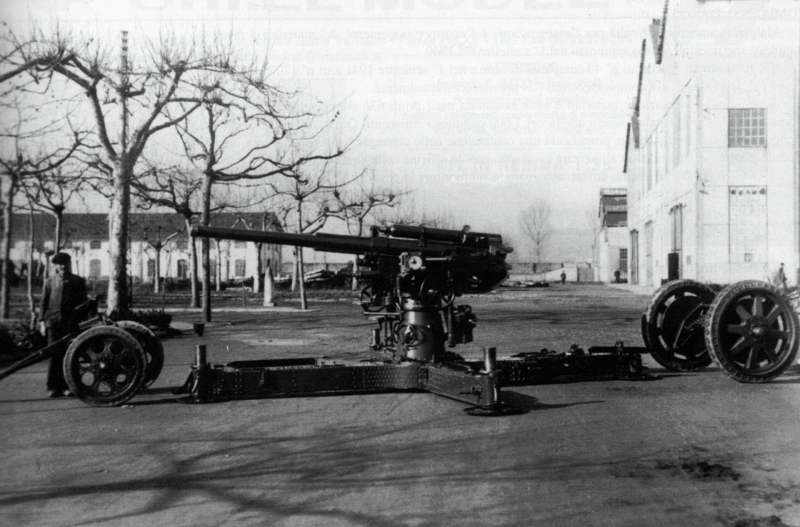
Cannone da 75/46 modello 34 7,5-cm-Flak 264/3 (i) mit Kreuzlafette
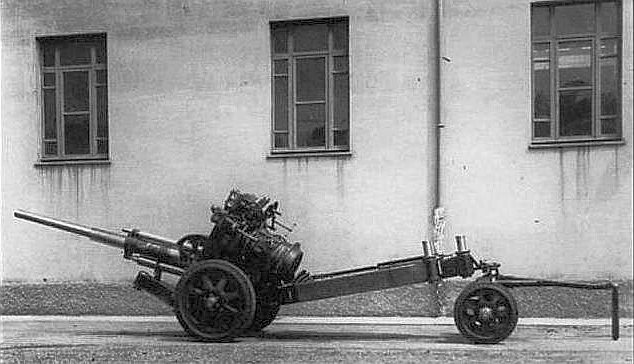
Cannone da 75/46 modello 34 7,5-cm-Flak 264/3 (i) mit Protzwagen

## Variante
Für den stationären Einsatz wurde auch eine ortsfeste Variante mit einer Sockellafette entwickelt, diese erhielt die Bezeichnung modello 40 und die deutsche Fremdgerätekennung 7,5-cm-Flak 264/4 (i).